# Чушки бюрек
Чушки бюрек или само Бюрек е традиционно българско ястие.
Ястието се приготвя чрез напълване на изпечени и обелени чушки със смес от натрошено сирене, разбъркани яйца и подправки (най-често магданоз), като след това чушките се панират в разбити яйца и галета и се пържат в маслена баня.